# RB Leipzig II
Rasen Ballsport Leipzig II egy német labdarúgócsapat, amelynek székhelye Lipcse. Az RB Leipzig tartalék csapata amely a Regionalliga Nordostba szerepel.

## Történelem
Az első tartalék csapat az SSV Markranstädt csapatából és játékosaiból alakult meg a 2009-10-es szezonban a hetedosztályban. Rögtön első szezonjukban megnyerték a bajnokságot, de nem léptek osztály mivel a Markranstädt a hatodosztályba tért vissza. Ennek következtében maradtak és megvédték bajnoki címüket. A következő szezonban partneri kapcsolatba kerültek az ESV Delitzsch csapatával.
A 2011-12-es szezonban a korábban az első csapatnál dolgozó Tino Vogelt nevezték ki a csapat élére, valamint játékosként Ingo Hertzsch is csatlakozott. A szezont a 4. helyen fejezték be, így nem jutottak fel. Három szezont töltöttek a Sachsenligában ahol a második szezonban 3. helyen végeztek, majd megnyerték a bajnokságot. A 2014-15-ös szezont a NOFV-Oberliga Südbe, azaz az ötödosztályban kezdték meg. Tom Nattermann 26 gólt szerzett a szezon során, amivel bajnoki címhez segítette csapatát. A szezon során az SSV Markranstädt és az 1. FC Lokomotive Leipzig is ellenfelük volt.
Mielőtt a 2015-16 szezont megkezdték volna, a csapattól több távozó is volt, beleértve gólkirály Tom Nattermann, aki az FC Erzgebirge Aue együtteséhez igazolt. A távozókat többnyire az akadémiáról pótolta a klub. A csapat a 11. helyen végzett a szezon során 

## Szezonok
| 2009–10                                    | Bezirksliga Leipzig (VII) | 1  | 23 | 5 | 2  | 109 | 27 | 74 |
| 2010–11                                    | Bezirksliga Leipzig       | 1  | 18 | 6 | 6  | 65  | 32 | 60 |
| 2011–12                                    | Sachsenliga (VI)          | 4  | 15 | 8 | 7  | 62  | 34 | 53 |
| 2012–13                                    | Sachsenliga               | 3  | 21 | 4 | 5  | 69  | 25 | 67 |
| 2013–14                                    | Sachsenliga               | 1  | 23 | 6 | 1  | 99  | 18 | 75 |
| 2014–15                                    | NOFV-Oberliga Süd (V)     | 1  | 23 | 3 | 4  | 82  | 21 | 72 |
| 2015–16                                    | Regionalliga Nordost (IV) | 11 | 12 | 8 | 14 | 49  | 48 | 44 |
| 2016–17                                    | Regionalliga Nordost      | 3  | -  | - | -  | -   | -  | 60 |
| Zöld jelzés feljutás, piros jelzés kiesés. |                           |    |    |   |    |     |    |    |

## Játékosok
| #  |     | Poszt | Név                        |
| -- | --- | ----- | -------------------------- |
| 1  | GER | K     | Dominic-René Heine         |
| 2  | GER | V     | Ken Gipson                 |
| 4  | GER | V     | Sören-Kurt Reddemann       |
| 5  | GER | KP    | Henrik Ernst               |
| 7  | GER | CS    | Timo Mauer                 |
| 8  | GER | CS    | Federico Palacios Martínez |
| 9  | GER | CS    | Joshua Endres              |
| 10 | GER | KP    | Marcel Becher              |
| 11 | GER | V     | Hannes Mietzelfeld         |
| 12 | GER | KP    | Fridolin Wagner            |
| 13 | GER | V     | Gino Fechner               |

| #  |     | Poszt | Név                |
| -- | --- | ----- | ------------------ |
| 14 | GER | KP    | Alexander Siebeck  |
| 17 | GER | V     | Anthony Barylla    |
| 18 | GER | V     | Alexander Vogel    |
| 22 | GER | K     | Florian Sowade     |
| 19 | CRO | CS    | Dominik Martinovic |
| 20 | GER | KP    | Felix Beiersdorf   |
| 21 | GER | V     | Robin Börner       |
| 23 | GER | V     | Dominik Franke     |
| 24 | GER | KP    | Patrick Strauß     |
| 33 | GER | K     | Benjamin Bellot    |

## Eredmények
- NOFV-Oberliga Süd bajnok: 2014-15
- Sachsenliga bajnok: 2013-14
- Bezirksliga Leipzig bajnok: 2009-10, 2010-11

## Magyarok a klubnál
- Kalmár Zsolt
- Gulácsi Péter

## Külső hivatkozások
- RB Leipzig II profilja a transfermarkt.com-on
- RB Leipzig hivatalos honlapja
- RB Leipzig II profilja az us.soccerway.com-on